# Ирландско-чилийские отношения
Ирландско-чилийские отношения — двусторонние дипломатические отношения между Ирландией и Чили.

## История
Первыми ирландцами прибывшими на территорию современного государства Чили, возможно, была частью воинского контингента под названием «Дикие гуси». В 1500-х годов среди испанцев были солдаты ирландского происхождения во время завоевания и колонизации Чили. В 1763 году ирландский дворянин Амбросио О’Хиггинс прибыл в Чили в качестве государственного служащего Испанской империи. С 1788 по 1796 год Амбросио О’Хиггинс занимал должность губернатора Чили, а затем работал в должности вице-короля Перу с 1796 по 1801 год. В 1778 году его сын Бернардо О’Хиггинс родился в Чильяне и затем стал известен как лидер борьбы за независимость Чили от Испании; с 1817 по 1823 год занимал должность Верховного директора Чили. Чилийский офицер ирландского происхождения Хуан Макенна также считается одним из лидеров движения Чили за независимость и стал основателем Корпуса военных инженеров сухопутных войск Чили.
Вскоре после окончания Войны за независимость Ирландии (1919—1921) от Великобритании, Дублин начал развивать дипломатические отношения со странами Латинской Америки и в 1921 году направил представителей Фрэнка Игана и позднее Патрика Литтла в Чили с целью собрать средства от ирландской диаспоры на восстановление страны. С 1973 по 1990 год в Чили была военная диктатура под руководством генерала Аугусто Пиночета. В этот временной промежуток многие граждане Чили искали убежище в других странах, включая Ирландию, где около 120 граждан этой страны подали ходатайства о предоставлении убежища. В 1988 году будущий президент Ирландии Майкл Хиггинс прибыл в Чили в качестве международного наблюдателя за проведением референдума. В 1990 году в Чили был избран гражданский президент Патрисио Эйлвин, имеющий ирландские корни. В начале 1990-х годов Чили и Ирландия установили дипломатические отношения, а в 2002 году Чили открыла посольство в Дублине. Около 120 000 граждан Чили имеют ирландское происхождение.

## Торговля
В 2015 году объём товарооборота между странами составил 252 млн. евро. Экспорт Чили в Ирландию на 70 % состоит из вин, затем следуют кофе, чай и виноград. Экспорт Ирландии в Чили: краны, компьютеры, медикаменты, индустриальное масло и алкоголь. В 2002 году Чили и Европейский союз (в состав которого входит и Ирландия) заключили Соглашение об ассоциации, в которое включено создание зоны свободной торговли, вступившее в силу в феврале 2003 года.

## Дипломатические представительства
- Интересы Ирландии в Чили представляет посольство страны в аргентинском городе Буэнос-Айресе[10].
- У Чили имеется посольство в Дублине[11].